# فاكروشيفو
فاكروشيفو (بالروسية: Вахрушево) هي مدينة في مقاطعة تشيليابينسك أوبلاست في روسيا. يبلغ عدد سكانها حوالي 4065 نسمة.